# Donja Vrba
Donja Vrba is een plaats in de gemeente Gornja Vrba in de Kroatische provincie Brod-Posavina. De plaats telt 745 inwoners (2001).